# Léhon
Léhon ist eine Ortschaft und eine ehemalige französische Gemeinde mit 3.147 Einwohnern (Stand 1. Januar 2022) im Département Côtes-d’Armor in der Region Bretagne. Sie gehörte zum Arrondissement Dinan und zum Kanton Dinan. Die Einwohner werden Léhonnais genannt.
Mit Wirkung vom 1. Januar 2018 wurden die ehemaligen Gemeinden Dinan und Léhon zur namensgleichen Commune nouvelle Dinan zusammengelegt. In der neuen Gemeinde hat lediglich Léhon den Status einer Commune déléguée. Der Verwaltungssitz befindet sich in Dinan.

## Geographie
Léhon liegt am Fluss Rance. Umgeben wird Léhon von den Ortschaften Dinan im Norden, Lanvallay im Osten und Nordosten, Saint-Carné im Süden, Trélivan im Südwesten sowie Quévert im Westen.

## Geschichte
Der Ort wird erstmals erwähnt im Jahre 833 in einer Schenkungsurkunde des Nominoë an das Kloster von Léhon.

## Bevölkerungsentwicklung
| Bevölkerungsentwicklung | Bevölkerungsentwicklung | Bevölkerungsentwicklung | Bevölkerungsentwicklung | Bevölkerungsentwicklung | Bevölkerungsentwicklung | Bevölkerungsentwicklung | Bevölkerungsentwicklung | Bevölkerungsentwicklung |
| ----------------------- | ----------------------- | ----------------------- | ----------------------- | ----------------------- | ----------------------- | ----------------------- | ----------------------- | ----------------------- |
| Jahr                    | 1962                    | 1968                    | 1975                    | 1982                    | 1990                    | 1999                    | 2006                    | 2011                    |
| Einwohner               | 1.848                   | 2.415                   | 2.655                   | 3.124                   | 3.219                   | 3.103                   | 2.872                   | 3.084                   |

## Partnergemeinden
Eine Städtepartnerschaft mit der baden-württembergischen Gemeinde Abstatt wurde im Mai 1981 in Abstatt unterschrieben. Seither finden regelmäßig Schüleraustausche der Grundschule Abstatt nach Lehon sowie Besuche der französischen Schüler in der deutschen Partnergemeinde statt.

## Sehenswürdigkeiten

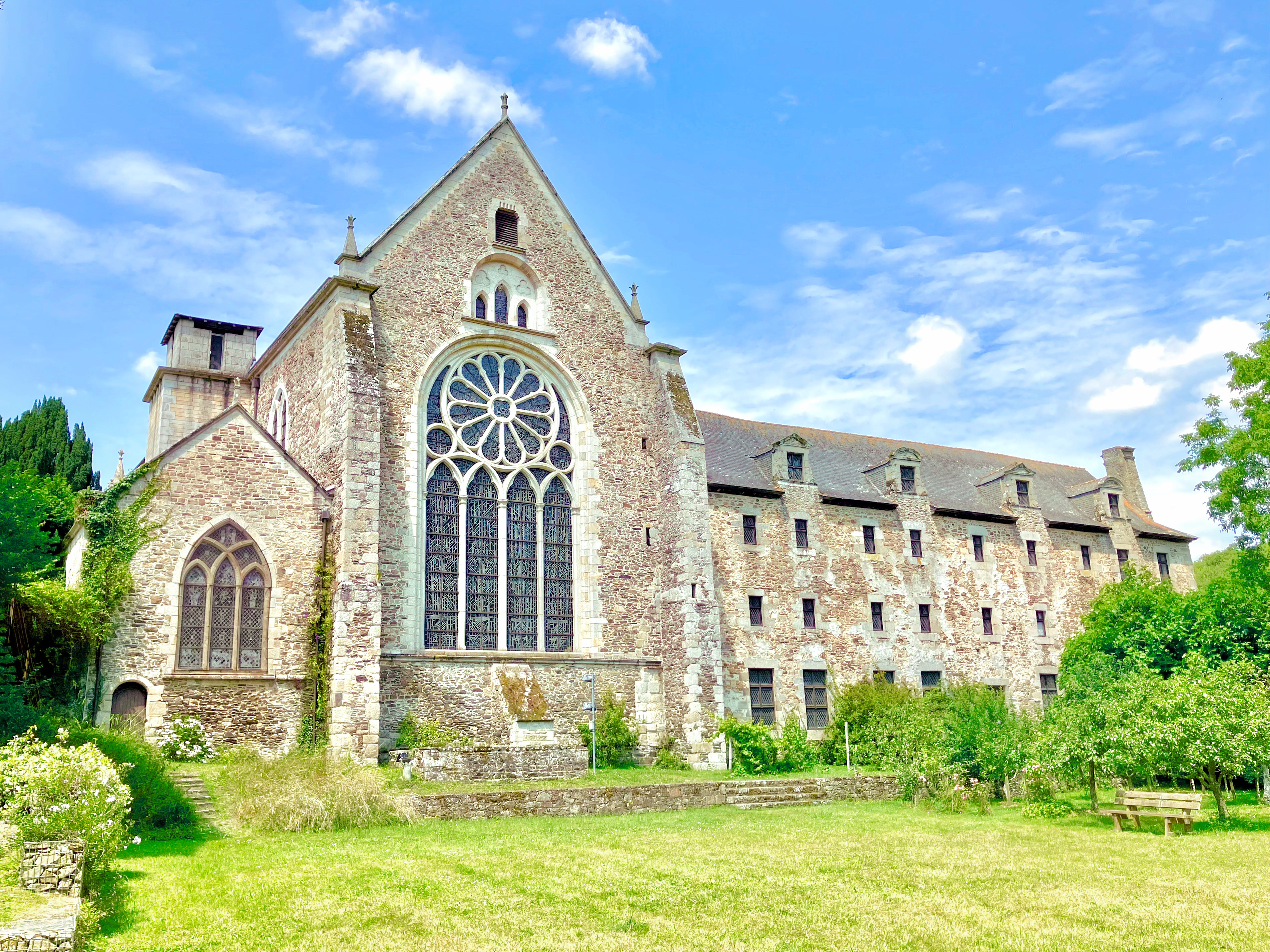
Abtei Saint-Magloire

Siehe auch: Liste der Monuments historiques in Léhon
- Benediktinerabtei Saint-Magloire von Léhon aus dem 9. Jahrhundert, bis ins 17. Jahrhundert mit Umbauten, Monument historique seit 1875
- Burg Léhon, im 12. Jahrhundert entstanden
- Calvaire von Saint-Esprit, seit 1907 Monument historique

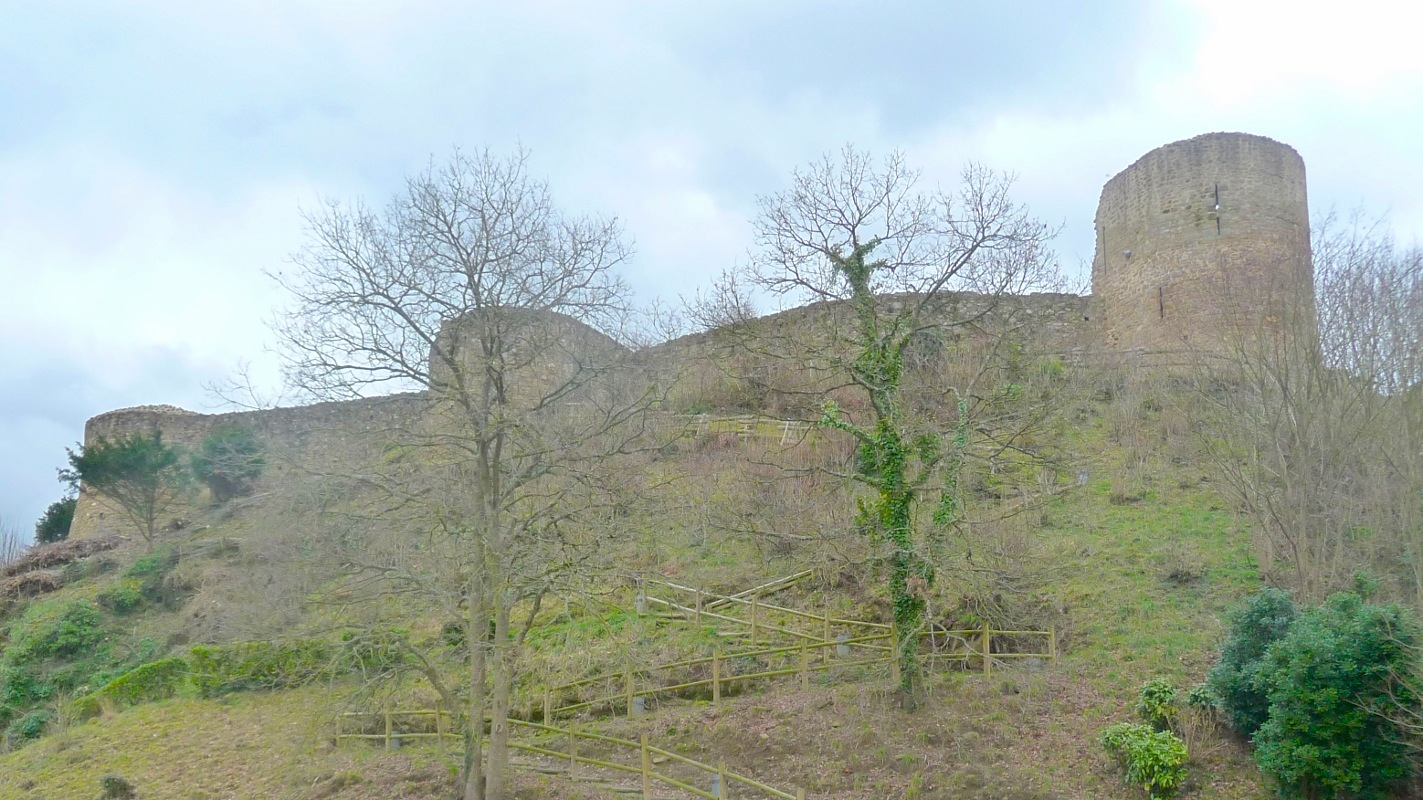
Burg Léhon

- Brücke von Léhon aus dem 17. Jahrhundert, 1944 durch die deutsche Armee zerstört, 1946 wieder aufgebaut
- Rathaus
- Mehrere Häuser aus dem 16., 17. und 18. Jahrhundert

## Persönlichkeiten
- Almamy Schuman Bah (* 1974), guineischer Fußballspieler
- Nicolas Haquin (* 1980), Fußballspieler
- Benjamin Le Montagner (* 1988), Radrennfahrer